# Condado de Pottawattamie
El condado de Pottawattamie (en inglés: Pottawattamie County, Iowa), fundado en 1848, es uno de los 99 condados del estado estadounidense de Iowa. En el año 2000 tenía una población de 87 704 habitantes con una densidad poblacional de 56.8 personas por km². La sede del condado es Council Bluffs.

## Geografía
Según la Oficina del Censo, el condado tiene un área total de 2486 km² (959,8 mi²), de la cual 1535 km² (592,7 mi²) es tierra y 15 km² (5,8 mi²) es agua.

### Condados adyacentes
- Condado de Harrison norte
- Condado de Shelby noreste
- Condado de Cass este
- Condado de Montgomery sureste
- Condado de Mills sur
- Condado de Sarpy suroeste
- Condado de Douglas oeste
- Condado de Washington noroeste

### Área Nacional Protegida
- DeSoto Refugio de Vida Silvestre (parte)

## Demografía
En el 2000 la renta per cápita promedia del condado era de $40 089, y el ingreso promedio para una familia era de $47 105. El ingreso per cápita para el condado era de $19 275. En 2000 los hombres tenían un ingreso per cápita de $31 642 contra $24 243 para las mujeres. Alrededor del 8.40% de la población estaba bajo el umbral de pobreza nacional.
| 1900   | 1910   | 1920   | 1930   | 1940   | 1950   | 1960   | 1970   | 1980   | 1990   | 2000   | Est.2006 |
| ------ | ------ | ------ | ------ | ------ | ------ | ------ | ------ | ------ | ------ | ------ | -------- |
| 54 336 | 55 832 | 61 550 | 69 888 | 66 756 | 69 682 | 83 102 | 86 991 | 86 561 | 82 628 | 87 704 | 90 218   |

## Lugares

### Ciudades
| - Avoca - Carson - Carter Lake - Council Bluffs | - Crescent - Hancock - Macedonia - McClelland | - Minden - Neola - Oakland | - Treynor - Underwood - Walnut |

### Comunidades no incorporadas
- Honey Creek
- Loveland

### Principales carreteras
| - Interestatal 29 - Interestatal 80 - Interestatal 480 - Interestatal 680 - U.S. Highway 6 - U.S. Highway 59 | - U.S. Highway 275 - Carretera de Iowa 83 - Carretera de Iowa 92 - Carretera de Iowa 165 - Carretera de Iowa 191 - Carretera de Iowa 192 |